# Transakcja bezgotówkowa
Transakcja bezgotówkowa – rozliczenie pieniężne, w którym na każdym etapie cyklu rozliczeniowego jest dokonywany transfer środków pieniężnych z i na rachunki bankowe (lub konta własne) banków, a więc zarówno po stronie płatnika, jak i po stronie beneficjenta oraz w rozrachunkach pomiędzy bankami rozliczenie przybiera formę wyłącznie zapisów na kontach bankowych rozliczających się podmiotów (z wyjątkiem zapłaty instrumentem pieniądza elektronicznego, gdzie ma miejsce transfer środków pieniężnych z instrumentu pieniądza elektronicznego na urządzenie go akceptujące).
Transakcje bezgotówkowe dotyczą zatem rozliczeń pieniężnych, w których obie strony rozliczenia posiadają rachunek bankowy i na żadnym etapie rozliczeń nie dochodzi do użycia gotówki. Charakter transakcji bezgotówkowej ma również transakcja płatnicza z wykorzystaniem instrumentu pieniądza elektronicznego.
Do wykorzystywanych w Polsce instrumentów płatności bezgotówkowych należą m.in.:
- polecenie przelewu,
- polecenie zapłaty,
- zlecenie stałe,
- karta debetowa,
- karta przedpłacona,
- karta kredytowa,
- karta obciążeniowa
- czek rozrachunkowy,
- przelewy elektroniczne,
- gospodarcze obciążenie bezpośrednie (GOBI) – tylko dla rozliczeń pomiędzy podmiotami gospodarczymi,
- płatności mobilne.